# Lena Rice

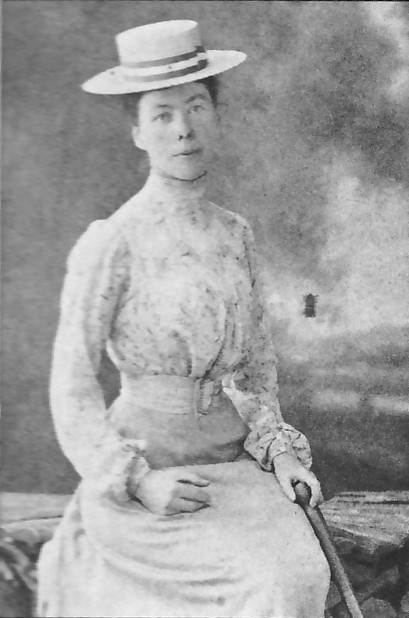
Rice (ca. 1890)

Lena Rice (* 21. Juni 1866 bei New Inn, County Tipperary; † 21. Juni 1907 ebenda; eigentlich Helena Bertha Grace Rice) war eine irische Tennisspielerin und Wimbledon-Siegerin 1890.

## Leben
Rice kam 1866 im Haus Marlhill als zweitjüngstes von acht Kindern von Spring Rice und seiner Frau Anna Gorde zur Welt. Ihr Vater starb zwei Jahre nach ihrer Geburt. In jungen Jahren spielte Lena mit ihrer Schwester Annie Tennis, wenig später im Lawn Tennis Club in Cahir.
Rice nahm nur in den Jahren 1889 und 1890 an Tennisturnieren teil. Im Mai 1889 nahm sie an den irischen Meisterschaften teil, bei denen sie im Halbfinale gegen Blanche Bingley ausschied. Im Doppelwettbewerb erreichte sie an der Seite von Bingley das Finale, und im Mixed gewann sie das Turnier mit Willoughby Hamilton. Bei den Wimbledon Championships im selben Jahr verlor sie erst das Finale, erneut gegen Bingley. Ein Jahr später gewann sie in Wimbledon bei Abwesenheit der schwangeren Bingley das Finale gegen May Jacks. Sie ist damit die einzige irische Tennisspielerin, die die Wimbledon Championships gewinnen konnte.
Nach ihrem Sieg trat sie bei keinem Turnier mehr an. Nachdem 1891 ihre Mutter gestorben war, musste sie sich möglicherweise um den Haushalt kümmern, und hatte daher keine Zeit mehr für das Tennisspiel.
1907 starb sie an ihrem 41. Geburtstag an Tuberkulose.